# Martin Černáček
Martin Černáček (* 9. listopadu 1979 v Myjavě) je bývalý slovenský fotbalový obránce, profesionální kariéru ukončil 10. prosince 2016 v klubu TJ Spartak Myjava. Mimo Slovensko působil na klubové úrovni v Česku a Rakousku.

## Klubová kariéra
Svoji fotbalovou kariéru začal v TJ Spartak Myjava. V roce 1998 přestoupil do FC Spartak Trnava. Před sezonou 2000/01 zamířil na hostování do ŠK Jaslovské Bohunice, odkud se po roce vrátil do Trnavy. V březnu 2002 klub opustil a podepsal kontrakt s FC Neded. Následovala dvě zahraniční angažmá. Nejdříve hrál za český tým SK Tatran Poštorná a poté oblékal dres rakouského ASV Asparn. V zimním přestupovém období ročníku 2006/07 se vrátil do Myjavy. S mužstvem postoupil v sezoně 2008/09 do třetí ligy, o dva roky později do druhé nejvyšší soutěže a na jaře 2012 do 1. slovenské ligy. Stal se i kapitánem týmu.

Profesionální kariéru ukončil 10. prosince 2016 v 19. (posledním podzimním) kole sezóny 2016/17 Fortuna ligy po utkání TJ Spartak Myjava–ŠK Slovan Bratislava (remíza 1:1).